# 斯泰因·德斯梅特
斯泰因·德斯梅特（荷蘭語：Stijn Desmet，1998年4月10日—），比利时男子短道速滑运动员，2022年世界短道速滑锦标赛男子500米和男子1500米铜牌得主、2023年世界短道速滑锦标赛男子1000米银牌得主。姐姐漢內同样也是短道速滑运动员。